# Монголско-татарске најезде
Монголско-татарске најезде на Кијевску Русију представљају напад војске Монголске империје на територију Руских кнежевина у периоду од 1237. до 1240. године за време Монголско-угарских сукоба под вођством Бату-кана и вође Субутаја.

## Предисторија
Планове захвата Источне Европе монголски феодали су имали још дуго пре ратних похода Бату-кана. Већ 1207. године Џингис-кан је послао свог старијег сина Џучи на захват племена који су живели северно од реке Селенге и у околини Иртиша. При томе су у интересу биле и земље источне Европе које би требало да се покоре касније, али Џингис-кан није успео да реализује дату идеју. 20-их година 13. века монголи су провели искључиво припрему, важан део које је био поход војске Субутаја у дубље делове Кавказског региона и Југо-Источну Европу у периоду 1222—1224. године. Он је имао контра-обавештајан карактер и био намењен детаљнијем проучавању држава Источне Европе. У том периоду се десила важна битка на реци Халхин, у којој је била поражена руска војска. Исход ове битке је био јако повољан за монголску војску: детаљније је сагледан војни потенцијал руске војске, добијена је информација о томе „како стоје ствари“ у руским кежевинама и, генерално, размотрена је сцена могућег војног наступа. Даље задовољна војска је кренула у Источну Бугарску, где је била разгромљена; остатак војске по степама савременог Казахстана се вратио у средњу Азију.

## Однос снага

### Монголи
Тачан број војника Монголске империје који су ушли на територију Кијевске Русије је непознат. Већина руских дореволуционих историчара тврди да је цела Златна хорда бројала 300.000 ратника. Али узимајући у обзир и оне који су ушли у састав за време похода, и војнике покорених народа, онда се број драстично мења и достиже чак 500.000 људи. Приближно исте оцене су дали и совјетски историчари. Историјски документи такође не дају тачан број војске, само говоре о томе да је број огроман, што потврђују и јерменски извори. Међутим, огромне бројеве наводе европски историчари. Тако је на пример, Плано Каприни говорио о 600.000 војника који су учествовали у опсади града Кијева, а мађарски хрониста Симон је навео број од 500.000 људи при нападу на Мађарску. Персијски историчар Рашид-ад-Дин писао је о 140.000 ратника, али у тај број нису урачунате војне формације које су биле придружене монголској војсци.

### Руси
Руски историјски документи такође не садрже тачан број војника руских кнежевина који су учествовали у војним наступима. Према мишљењу историчара С. И. Соловјова, северне кнежевине у случају опасности би могле да обезбеде 50.000 војника, исто број би био и са стране јужних. Совјетски војни историчар Строков А. А. је писао да „у случају изванредне опасности Русија би могла да створи војску од 100.000 људи".